# Rawhi Fattuh
Rawhi Fattuh (Arabisch: روحي فتوح, Rauḥī Fattūḥ) (Barqa, noorden van Gazastrook, 1949) was interim-president van de Palestijnse Autoriteit, volgend op de dood van Yasser Arafat op 11 november 2004. Hij was interim-president tot 15 januari 2005, toen Mahmoud Abbas als president werd geïnaugureerd werd.
Fattuh is lid van de Fatah-beweging en hij werd na de verkiezingen van 1996 lid van de Palestijnse Wetgevende Raad, het Palestijnse parlement, namens de stad Rafah in de Gazastrook. Tot november 2003 functioneerde hij als secretaris van het parlement, waarna hij minister van landbouw werd in de regering van Ahmed Qurei. In maart 2004 werd hij gekozen tot voorzitter van het parlement.
Volgens de Palestijnse grondwet wordt in geval van overlijden van de president, de voorzitter van het parlement de interim-president. De verkiezingen moeten gehouden worden binnen 60 dagen na de dood van de president.